# Oscar della Lirica
Gli International Opera Awards "Opera Star", noti anche come Oscar della Lirica, sono una manifestazione promossa dalla Fondazione Verona per l’Arena, dalla Confederazione Italiana Associazioni e Fondazioni per la Musica Lirica e Sinfonica e da altri enti pubblici e privati, con l'obiettivo di «contribuire alla promozione, alla valorizzazione e al rilancio della Lirica nel mondo».
Ogni anno, durante la manifestazione, sono premiate personalità e istituzioni – del teatro lirico e non solo – che si sono particolarmente distinte nel corso delle stagioni teatrali precedenti.
La prima edizione degli Oscar della Lirica ha avuto luogo all'Arena di Verona la sera del 31 agosto 2010, sotto l'alto patrocinio del Presidente della Repubblica Italiana, della Presidenza del Consiglio dei ministri, del Ministero dei beni e delle attività culturali e del turismo, del Ministero degli affari esteri e del Ministero della gioventù. Con Massimo Ghini nelle vesti di presentatore e con la partecipazione straordinaria di Michele Placido e Katia Ricciarelli, quella del 2010 è stata essenzialmente un'edizione dimostrativa, nel corso della quale gli organizzatori hanno provveduto a premiare artisti come Carlo Bergonzi, Mirella Freni e, allo stesso tempo, a spiegare il meccanismo con cui avrebbero assegnato i premi a partire dall'edizione successiva. Secondo tale meccanismo, ogni anno teatri di tutto il mondo sono chiamati a segnalare cantanti, così come registi, direttori d'orchestra, scenografi, costumisti, corpi di ballo, cori, orchestre; poi, sulla base delle segnalazioni, gli organizzatori selezionano delle terne finali e, all'interno di queste, stabiliscono i vincitori.

## Edizioni e vincitori
Edizioni e vincitori

### Prima edizione (Verona, 2010)
| Premio                             | Vincitore                                          |
| ---------------------------------- | -------------------------------------------------- |
| Soprano                            | Desirée Rancatore                                  |
| Coro                               | Coro dei bimbi Manos Blancas Venezuela-Italia      |
| Premio Speciale                    | Giovanni Allevi                                    |
| Premio Speciale Giovanni Zenatello | il basso Ziyan Atfeh e il soprano Maria Alejandres |
| Premio Speciale alla Carriera      | Carlo Bergonzi e Mirella Freni                     |
| Premio Speciale alla Memoria       | Maria Callas, Mario Del Monaco e Renata Tebaldi    |
| Premio Speciale per la Danza       | Eleonora Abbagnato                                 |

### Seconda edizione (Torre del Lago Puccini, 2012)
| Premio                                | Vincitore                               |
| ------------------------------------- | --------------------------------------- |
| Baritono                              | Gerald Finley                           |
| Basso                                 | Ildar Abdrazakov                        |
| Mezzosoprano                          | Sonia Ganassi                           |
| Soprano                               | Dīmītra Theodosiou                      |
| Tenore                                | Celso Albelo                            |
| Direttore d'orchestra                 | Michele Mariotti                        |
| Regista                               | Daniele Abbado                          |
| Scenografo                            | Richard Peduzzi                         |
| Premio Speciale alla Memoria          | Franco Corelli                          |
| Premio Speciale "Opera al Cinema"     | Fabio Armiliato                         |
| Premio Speciale per la New Generation | il mezzosoprano Marìa Florencia Machado |

### Terza edizione (Bologna, 2013)
| Premio                                | Vincitore                                                 |
| ------------------------------------- | --------------------------------------------------------- |
| Baritono                              | Bruno Praticò                                             |
| Basso                                 | Roberto Scandiuzzi                                        |
| Mezzosoprano                          | Elisabetta Fiorillo                                       |
| Soprano                               | Daniela Dessì                                             |
| Tenore                                | Gregory Kunde                                             |
| Corpo di ballo                        | Teatro dell'Opera di Roma                                 |
| Costumista                            | Brigitte Reiffenstuel                                     |
| Orchestra                             | Teatro Comunale di Bologna                                |
| Premio Speciale alla Carriera         | Raina Kabaivanska                                         |
| Premio Speciale alla Memoria          | Luciano Pavarotti                                         |
| Premio Speciale "Opera al Cinema"     | il regista Franco Zeffirelli                              |
| Premio Speciale per la New Generation | il mezzosoprano Chiara Amarù e il tenore Stefano Tanzillo |

### Quarta edizione (Doha, 2014)
| Premio                                | Vincitore                                                  |
| ------------------------------------- | ---------------------------------------------------------- |
| Baritono                              | Alberto Gazale                                             |
| Basso                                 | Ferruccio Furlanetto                                       |
| Mezzosoprano                          | Marianna Pizzolato                                         |
| Soprano                               | Maria Agresta                                              |
| Tenore                                | Francesco Meli                                             |
| Direttore d'orchestra                 | Gustavo Dudamel                                            |
| Regista                               | Damiano Michieletto                                        |
| Scenografo                            | Lorenzo Cutùli                                             |
| Premio Speciale alla Carriera         | Renato Bruson                                              |
| Premio Speciale alla Memoria          | Carlo Bergonzi                                             |
| Premio Speciale per la New Generation | il soprano Samantha Sapienza e il tenore Vincenzo Costanzo |

### Quinta edizione (Verona, 2016)
| Premio                                         | Vincitore                                                                   |
| ---------------------------------------------- | --------------------------------------------------------------------------- |
| Baritono                                       | Ludovic Tézier                                                              |
| Basso                                          | Michele Pertusi                                                             |
| Mezzosoprano                                   | Daniela Barcellona                                                          |
| Soprano                                        | Jessica Pratt                                                               |
| Tenore                                         | Jorge De Leon                                                               |
| Direttore d'orchestra                          | Antonio Pappano                                                             |
| Regista                                        | Leo Muscato                                                                 |
| Scenografo                                     | Pier Luigi Pizzi                                                            |
| Premio Speciale Golden Opera                   | il pianista Roberto Corlianò e il direttore di coro Francesco Costa         |
| Premio Speciale Golden Opera alla Carriera     | Fiorenza Cossotto e Renata Scotto                                           |
| Premio Speciale Golden Opera alla Memoria      | Magda Oliviero                                                              |
| Premio Speciale Golden Opera "Opera al Cinema" | il regista Francesco Rosi per Carmen                                        |
| Premio Speciale Golden Opera per la Danza      | i primi ballerini del Teatro reale danese Susanne Grinder e Ulrik Birlljaer |
| Premio Speciale per la New Generation          | il soprano Valeria Sepe e il tenore Luciano Ganci                           |

### Sesta edizione (Haikou, 2017)
| Premio                                               | Vincitore                                           |
| ---------------------------------------------------- | --------------------------------------------------- |
| Baritono                                             | Alessandro Corbelli                                 |
| Basso                                                | Carlo Colombara                                     |
| Mezzosoprano                                         | Luciana D’Intino                                    |
| Soprano                                              | Maria José Siri                                     |
| Tenore                                               | John Osborn                                         |
| Costumista                                           | Carla Teti                                          |
| Direttore d'orchestra                                | Bruno Campanella                                    |
| Regista                                              | Lorenzo Mariani                                     |
| Scenografo                                           | Paolo Fantin                                        |
| Premio Speciale Golden Opera alla Carriera           | il soprano Giovanna Casolla e il baritono Leo Nucci |
| Premio Speciale Golden Opera alla Memoria            | il soprano Daniela Dessì e il basso Ivo Vinco       |
| Premio Speciale Golden Opera per la Critica Musicale | Gianni Villani                                      |
| Premio Speciale per la New Generation                | il tenore Pietro Adaini                             |

### Settima edizione (Venezia, 2019)
| Premio                                     | Vincitore                                                     |
| ------------------------------------------ | ------------------------------------------------------------- |
| Baritono                                   | Luca Salsi                                                    |
| Basso                                      | Riccardo Zanellato                                            |
| Mezzosoprano                               | Anna Maria Chiuri                                             |
| Soprano                                    | Elena Mosuc                                                   |
| Tenore                                     | Francesco Demuro                                              |
| Costumista                                 | Franca Squarciapino                                           |
| Direttore d'orchestra                      | Fabio Luisi                                                   |
| Regista                                    | Davide Livermore                                              |
| Scenografo                                 | Luciano Ricceri                                               |
| Premio Speciale Golden Opera alla Carriera | il soprano Mariella Devia                                     |
| Premio Speciale Golden Opera alla Memoria  | i tenori Enrico Caruso, Giuseppe Di Stefano e Beniamino Gigli |
| Premio Speciale per la New Generation      | il soprano Rosa Feola e il tenore Ștefan Pop                  |